# Martigny-sur-l'Ante
Martigny-sur-l'Ante là một xã ở tỉnh Calvados, thuộc vùng Normandie ở tây bắc nước Pháp. Ses 293 habitants sans les Martilantais et les Martilantaises.

## Dân số
| Năm | 1962 | 1968 | 1975 | 1982 | 1990 | 1999 |
| --- | ---- | ---- | ---- | ---- | ---- | ---- |
| Dân số | 174  | 206  | 185  | 253  | 288  | 293  |
| From the year 1962 on: No double counting—residents of multiple communes (e.g. students and military personnel) are counted only once. |      |      |      |      |      |      |